# An einem Tag wie diesem
An einem Tag wie diesem ist ein Roman des Schweizer Schriftstellers Peter Stamm. Er handelt von einem Mann mittleren Alters, der im Angesicht der drohenden Diagnose einer schweren Krankheit sein bislang passives Leben zu wandeln versucht und zu einer Begegnung mit der unvergessenen Jugendliebe aufbricht. Der Roman erschien im Juli 2006 beim S. Fischer Verlag und wurde von den Lesern wie von den Feuilletons mit Interesse aufgenommen. Dabei blieb das Urteil der Literaturkritiker uneinheitlich. Manche lobten Stamms zurückhaltenden Stil und die Konstruktion des Romans, andere kritisierten die sprachliche Monotonie und die geringe Überzeugungskraft der Hauptfigur.

## Handlung
Andreas ist Anfang Vierzig, Junggeselle und stammt aus der Schweiz. Dort ist er in einem Dorf aufgewachsen. Seit achtzehn Jahren lebt er in Paris und unterrichtet Deutsch an einem Gymnasium.
Sein Beruf sagt ihm zu. Doch sein persönliches Leben ist leer, ohne Bindungen und ziellos. „Andreas glaubte an nichts als den Zufall. Er liebte die seltsamen Koinzidenzen und Wiederholungen des Lebens“. Das trägt ihm den Vorwurf des Nihilismus ein. „Er selbst nannte es Bescheidenheit“.
Seine beiden Geliebten besuchen ihn in einem festgelegten Rhythmus. Nadja, die nebenher und hinter seinem Rücken noch mit ihrem geschiedenen Mann schläft, kommt alle zwei Wochen abends; Sylvia, eine verheiratete Frau und Mutter von drei Kindern, kommt mittwochnachmittags. In Paris fühlt er sich fremd, „wie ein Tourist, der seit fast zwanzig Jahren durch diese Stadt ging, ohne je ganz anzukommen“.
Eines Tages blättert er in einem simplen Liebesroman, einem kleinen Bändchen mit dem Titel „Liebe ohne Grenzen“. Die Handlung erinnert ihn an seine Jugendliebe, die er allenfalls verdrängt, aber – das zeigt sich nun – nicht bewältigt hat. Mit gleicher Intensität hat er sich nie wieder verliebt. Fabienne seine Liebe zu gestehen, hatte er sich nicht getraut. Geheiratet hat Fabienne schließlich seinen Freund.
Andreas verliert die Freude an seinem Beruf. Er empfindet die Schüler als schwierig und macht sich keine Illusionen mehr, irgendeinen Einfluss auf sie zu haben. Er fühlt sich müde und ausgebrannt. Wegen eines hartnäckigen Hustens, der bei ihm, dem starken Raucher, nicht abklingen will, veranlasst sein Arzt eine Computertomographie. Sie zeigt eine Verdichtung zwischen den Lungenflügeln, die zur weiteren Klärung eine Gewebeentnahme erfordert. Im günstigen Falle würde sich eine vernarbte Tuberkulose herausstellen. Krebs wäre die Alternative, ohne dass Arzt oder Andreas dieses Schicksalswort aussprechen. Auf Andreas’ Frage nach seinen Chancen antwortet ihm der Arzt, es habe keinen Sinn, von Chancen zu sprechen. „Es gibt nur ein Entweder-oder. Man hat es, oder man hat es nicht.“
In der Folge entzieht sich Andreas der Mitteilung, was die mikroskopische Untersuchung ergeben hat und setzt eine Zäsur. „Er musste ein neues Leben beginnen. […] Er würde sich heilen von diesem Leben, das keines gewesen war.“ Andreas kündigt seine Anstellung, verkauft seine Wohnung und  verabschiedet seine beiden Geliebten. „Dass auch sie ihn ausgenutzt haben könnten, hatte er nie gedacht.“ Er verlässt Paris. Nur Fabiennes Brief nimmt er mit und eine Statuette, eine bronzene Diana. In einem alten 2 CV, dem Auto seiner Jugend, fährt er zurück. Der Kauf dieses alten Modells war mit einer Wartezeit von zwei Wochen verbunden.
Während des letzten Tages an der Schule verliebt sich Delphine in ihn, eine junge Praktikantin. Sie begleitet Andreas auf der Fahrt zu seinen Ursprüngen in der Schweiz. Dort sucht Andreas die Begegnung mit Fabienne, die sie ihm auch hinter dem Rücken ihres Mannes gewährt. Die Jugendliebe erfährt eine späte Erfüllung und ihr versöhnliches Ende. Andreas verlässt sein Dorf, reist Delphine nach (sie hatte ihn verlassen, nachdem ihr bewusst wurde, was Fabienne Andreas bedeutet). Am Strand in der Aquitaine findet er sie wieder. Andreas hat auch zu sich selbst gefunden.

## Stil
Laut Felicitas von Lovenberg prägen „ein unbedingter Formwille und ein Stilbewußtsein […], die in der jüngeren deutschsprachigen Gegenwartsliteratur ihresgleichen suchen“ den Roman. Der Ton der Erzählung sei lakonisch und schlicht, der Verzicht jeder Interpretation des Geschehens durch den Protagonisten lasse keine Dramatik entstehen. Dennoch sei dem innerlichen Stillstand Andreas’ eine beständige äußere Dynamik der Handlung entgegengesetzt. Volker Denkel erkannte „Kurze, klare Sätze, eine seltsam schwebende Stimmung, Unverbindlichkeit in der Beschreibungen der Orte und Personen.“
Für Klaus Zeyringer erzählte Peter Stamm die Geschichte aus einer personalen Erzählsituation an der Oberfläche der Wahrnehmung und Gedanken seines Erzählers. Kennzeichnend sei der einfache, monotone Ton, der „additive Satzbau – und, und, und –, die vielen ‚war‘“. Julia Kospach fühlte sich durch aufreihende Passagen mit „Dann“ gar an den Stil von „Schüler-Erlebnisaufsätzen“ erinnert.
In den Roman montierte Texte spiegeln die Gedanken des Protagonisten:  die monotonen Dialoge eines Sprachlehrkurses wiederholen Andreas’ eigene Gedanken, mit denen er zuvor die Gleichförmigkeit seines Lebens beschrieb, in einem kitschigen Liebesroman vermeint Andreas, die Geschichte seiner eigenen Jugendliebe wiederzuerkennen, was für Gustav Seibt ein Element von Selbstironie in den Roman bringe.

## Interpretation

### Einflüsse
Nicht nur der Titel An einem Tag wie diesem verweist auf Georges Perecs Roman Ein Mann der schläft, in dem sich der Protagonist dem Leben verweigert, seine Wohnung nicht mehr verlässt, bis er am Ende doch den Weg zurück ins Leben findet. Peter Stamm hat seinem Roman ein Zitat dieses Augenblicks des Lebenswandels vorangestellt:

„Es ist ein Tag wie dieser hier, ein wenig später, ein wenig früher, an dem alles neu beginnt, an dem alles beginnt, an dem alles weitergeht.“

Die Teilnahmslosigkeit des Protagonisten erinnerte viele Rezensenten an Albert Camus’ Erzählung Der Fremde. Lovenberg verwies ebenfalls auf Gustave Flauberts L’Éducation sentimentale sowie auf François Ozons filmisches Porträt eines Sterbenden Die Zeit die bleibt. Schon vom Handlungsort Paris fühlte sich Ursula März in einen Film von Éric Rohmer versetzt. Wie in Das grüne Leuchten habe Andreas am Ende des Romans am Meer einen Blick auf das Glückssymbol des grünen Leuchtens erhascht.

### Der Protagonist: Midlife-Crisis, Fremder, Generation oder Menschentypus?
Ulrike Baureithel sah An einem Tag wie diesem als Roman einer Midlife Crisis. Vom Sinnverlust, einem Burnout-Syndrom bis zum Drang, das ungelebte Leben durch einen Ausbruch nachholen zu müssen, seien alle Klischees dieser Krise aufgereiht. Dies vermische sich im Protagonisten mit der „Neigung bindungsängstlicher Männer, Frauen auf Abstand zu halten“.
Für Hage blieb Andreas ein teilnahmsloser Mensch, „der sich sich selbst gegenüber so völlig gleichgültig verhält, der sich weder für die eigene Vergangenheit noch die Zukunft interessiert – und der die Gegenwart wie ein Träumer, ein Passant durchläuft.“ Er gliche Meursault aus Camus’ Der Fremde. Auch wenn er sich nicht wie dieser zum Mörder entwickle, blieben seine Handlungen für den Leser befremdlich.
Lovenberg erkannte in Andreas den Vertreter einer Generation „mit emotionalem Totalschaden“, der ohne einschneidende Veränderungen im Leben der Sinn des Daseins abhandengekommen sei. Roman Bucheli sah Andreas dagegen weniger als Vertreter einer Generation, denn eines Menschentypus, der in der Ennui lebe und seine literarischen Vorläufer in Werken von Tschechow, Thomas Mann oder Robert Musil habe.

### Der Aufbruch in die Vergangenheit
Laut Felicitas von Lovenberg zeichne Peter Stamm das „Porträt eines Lebensvermeiders“, der sein Leben in dem Gefühl führe, den entscheidenden Moment verpasst zu haben. Seinem Jugendschwarm Fabienne habe er nie seine Liebe gestanden. Als Ersatzhandlung suche er fortan die Nähe ihrer französischen Heimat und führe dort ein unbestimmtes Leben. Erst die existenzielle Bedrohung durch eine ärztliche Diagnose reiße ihn aus seiner Lethargie. Mit einem Citroën 2CV, dem Auto seiner Jugend, mache er sich auf den Weg zurück in die Vergangenheit, um „etwas wiederzufinden, was er vor langer Zeit verloren hat.“ Eine Diana-Statue ist laut Bucheli der Pfand seiner unerfüllten Liebe.
Doch nach Rainer Moritz gelte die Sehnsucht Andreas’ nicht Fabienne, es ist das Gefühl der Jugendliebe, nach dem er sich zurücksehne. In der Begegnung mit Fabienne werde offenbar, dass die alte Geschichte für beide noch nicht abgeschlossen sei. Doch nach dem einmaligen Liebesakt führe das Wiedersehen zur Erkenntnis, dass eine Rückkehr in die Vergangenheit unmöglich sei, befreie Andreas aus seinen wehmütigen Erinnerungen und ermögliche den Aufbruch in eine neue Zukunft mit Delphine.
In Andreas’ Aufbruch erkannte Claus Lüpkes „die alte Dialektik von Tod und Leben“. Erst im Angesicht des Todes erkenne er die Endlichkeit seines Lebens, das in der gegebenen Frist zu leben sei. Dabei bliebe laut Andreas Isenschmid lange unklar, ob sich der Aufbruch des Protagonisten auf ein neues Leben oder in die Vorbereitung der eigenen Auslöschung richte. Erst nach der Wiederbegegnung mit Fabienne lösen sich die Doppeldeutigkeiten auf, Andreas werde aktiv und stelle sich dem Leben.

## Rezeption
An einem Tag wie diesem verkaufte sich bis knapp zwei Jahre nach seinem Erscheinen 90.000 mal. Der Roman erreicht Platz 2 der Bestsellerliste der NZZ, auf der er sich von Juni bis Oktober 2006 hielt. Er wurde auf die Longlist des Deutschen Buchpreises 2006 aufgenommen. Im August 2006 erreichte er die Spitzenposition der SWR-Bestenliste.
Die Bewertungen der Literaturkritik, in der der Roman rege besprochen wurde, blieben uneinheitlich. So las Volker Hage einen „spannenden Roman“ mit „großer Eleganz“, in dem die „höchst raffinierte Kunst des Erzählers Stamm“ neugierig auf den Protagonisten mache: „Wie Stamm mit der Sehnsucht des Helden nach der versäumten großen Liebe spielt, wie er – bei allem Witz und einer gehörigen Portion Ironie – Spannung aufzubauen versteht, das ist nur zu bewundern.“ Dagegen kam für Julia Kospach der Roman „nicht in Schwung“. Selbst das Happy End bleibe „so kühl wie Delphines meerwasserfeuchter Körper“. Wie sich Andreas am Ende fern von allen Dingen fühle, fühlte sie sich fern vom Roman.
Umstritten blieb vor allem die Bewertung des für Stamm typisch lakonischen Stils. Claus Lüpkes las über „[g]roße Gefühle, in minimalistischem und unterkühltem Ton erzählt.“ Dagegen schickte Stamm aus Sicht Gustav Seibts „einen trivialisierten Camus-Helden einem Rosamunde-Pilcher-Schluss entgegen“. Er erkannte „leserfreundliche Widerstandslosigkeit“ und kam zum Schluss: „wir haben es mit einem gut abgeschliffenen Exemplar jener Airportliteratur zu tun, die uns gerade so stark ablenkt, dass wir die Ansagen zu den Anschlussflügen nicht überhören.“ Andreas Isenschmid lobte, „wie gedankenvoll, imaginativ und diskret […] dieser Roman konstruiert ist.“ Dennoch sei er „in einer zwar angenehm zurückhaltenden, aber auf Dauer recht dürren Trockenblumen-Sprache erzählt“.
Verschiedene Rezensenten verglichen An einem Tag wie diesem mit früheren Werken Stamms. So konnte für Klaus Zeyringer der Roman nicht an Ungefähre Landschaft anschließen. Er kritisierte: „Eine einfache Geschichte, recht vorhersehbar. Von Literatur aber möchte man – auch – überrascht werden.“ Für Ulrike Baureithel blieb Andreas „eine blasse Variante des Ich-Erzählers aus Agnes“. Dem Roman fehle „das literarische Fleisch, das zu sezieren, an dem sich zu delektieren wäre.“ Dagegen fand Roman Bucheli im Roman „sinnliche Fülle und erzählerische Prägnanz“, und er urteilte: „Noch nie hat Peter Stamm so erregend aus der Mitte der Existenz heraus erzählt.“
Aus Ursula März’ Sicht konnte man „so ziemlich alles gegen diesen Roman einwenden, was gegen Stamms Literatur regelmäßig eingewendet wurde“: die Redundanz der Lakonie, einen schleppenden Handlungsaufbau, Routine und eine Prise Sentimentalität. Dennoch zog sie das Fazit: „Peter Stamm hat den Versuch unternommen, eine in düsterer Monotonie beginnende Geschichte in der hellen Leichtigkeit eines Rohmer-Films enden zu lassen. Das ist ihm geglückt.“ Volker Denkel bezeichnete den Roman zwar als gelungen, doch er wünschte dem Autor „inständig ein neues Thema“, um ihn nicht am Ende auf dem Dachboden ausrangieren zu müssen.
Felicitas von Lovenberg reagierte zwar mit Genervtheit auf den „wenig sympathischen Protagonisten“ und dessen ihr unerklärlichen Erfolg bei Frauen. Dennoch zeigte sie sich von Peter Stamms Schreibstil eingenommen: „Das Verschwommene, Diffuse, Ungefähre […] wird meisterlich beschworen.“ So schloss sie mit einer Empfehlung: „An einem Tag wie diesem ist ein leicht zu lesender, doch schwer zu verkraftender Roman. Man sollte ihn lesen. Noch heute.“

## Ausgaben
- Peter Stamm: An einem Tag wie diesem. S. Fischer, Frankfurt am Main 2006, ISBN 978-3-10-075125-6.
- Peter Stamm: An einem Tag wie diesem. Fischer Taschenbuch, Frankfurt am Main 2007, ISBN 978-3-596-17383-9 (Taschenbuchausgabe).
- Peter Stamm: An einem Tag wie diesem. Gelesen von Christian Brückner. Parlando, Berlin 2006, ISBN 978-3-935125-61-1 (Hörbuch).

## Rezensionen
- Ulrike Baureithel: Die Leere des Augenblicks. In: Der Freitag vom 6. Oktober 2006.
- Roman Bucheli: Im Gegenlicht. In: Neue Zürcher Zeitung vom 8. Juli 2006.
- Volker Denkel: Sehnsucht in Neuauflage. In: hr-online vom 10. September 2006. Link nicht mehr aufrufbar, da Artikel depubliziert.
- Volker Hage: Ein Fremder in Paris. In: Der Spiegel vom 21. August 2006.
- Andreas Isenschmid: Antriebsschwach und lebenshungrig. In: NZZ am Sonntag vom 9. Juli 2006.
- Julia Kospach: Atlantikstrand in Gegenlicht. In: Berliner Zeitung vom 24. August 2006
- Felicitas von Lovenberg: Das große Schulterzucken. In: Frankfurter Allgemeine Zeitung vom 29. Juli 2006.
- Claus Lüpkes: Buchtipp. Peter Stamm: An einem Tag wie diesem (Memento vom 26. Juni 2008 im Internet Archive). In: Deutsche Welle vom 29. Oktober 2006.
- Ursula März: Weil Delphine auf ihn wartet. In: Frankfurter Rundschau vom 8. Juli 2006
- Rainer Moritz: Das flüchtige Gefühl von Glück. In: Die Welt vom 8. Juli 2006.
- Gustav Seibt: Sylvie, Fabienne, Delphine. In: Süddeutsche Zeitung vom 8. August 2006.
- Klaus Zeyringer: Fluchtbewegungen. In: Der Standard vom  26. August 2006.